# نيزك النخلة

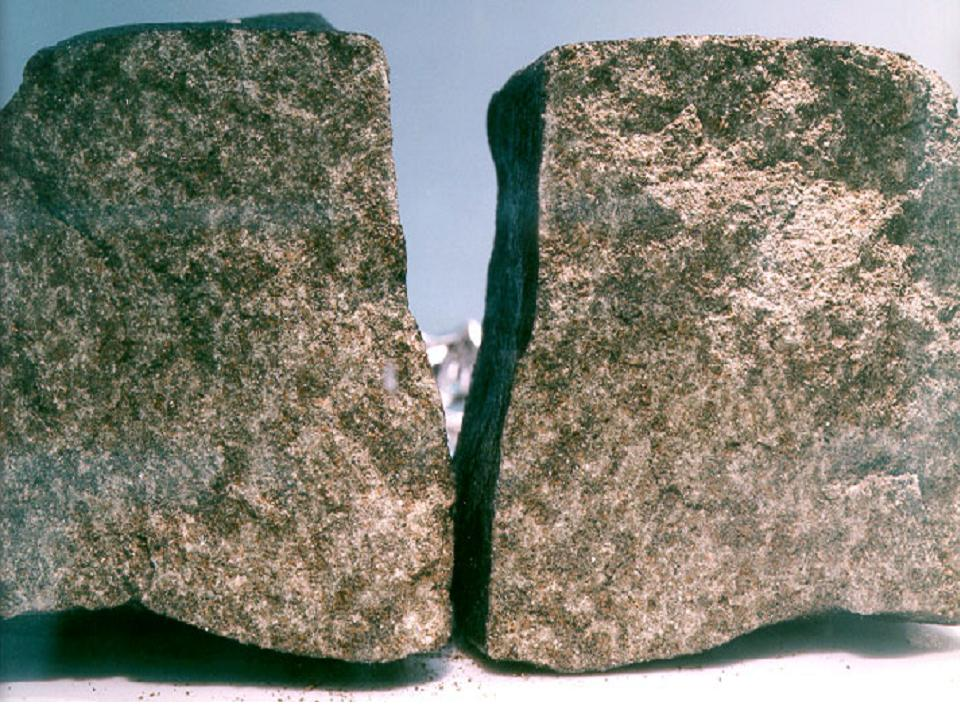
نيزك النخلة المكتشف بمصر وطبقة السطح الداخلية بعد انقسامه عام 1998.

نيزك النخلة (بالإنجليزية: Nakhla meteorite)‏ هو نوع من ثلاثة عشر نيزكًا من النخليات تم اكتشافه في قرية النخلة بالقرب من مدينة الإسكندرية بمصر في 28 يونيو عام 1911. ويعد النخلة واحدًا من ثلاثة نيازك عالمية شهيرة وهم شيرجوتي وشاسيني. وينتمي النخلة إلى النيازك المريخية التي يتم تصنيفها إلى الشيرجوتيات والنخليات والشاسينيات. وبلغت حجم الأحجاز النيزكية التي تم العثور عليها وزن 10 كيلو جرام. وأكدت بعض الدراسات إلى أن اكتشاف تأثيرات المياه، على بعض المعادن، قد أخذ في عين الاعتبار بوصفه واحدًا من ضمن العوامل التي تشير إلى أن المياه تخللت الجسم قبل سقوطه على الأرض، حيث أن النيزك لم يترك على سطح الأرض، ليتعرض لتأثيرات المياه الأرضية، مما يعني أن مصدر النيزك، وهو المريخ على حد زعم بعض الباحثين، قد شهد وجود مياه جارية على سطحه في فترة زمنية ما.